# Rosendale Village
Rosendale Village és una concentració de població designada pel cens dels Estats Units a l'estat de Nova York. Segons el cens del 2000 tenia 1.374 habitants.

## Demografia
Segons el cens del 2000, Rosendale Village tenia 1.374 habitants, 602 habitatges, i 329 famílies. La densitat de població era de 280,7 habitants per km².
Dels 602 habitatges en un 25,4% hi vivien nens de menys de 18 anys, en un 40,7% hi vivien parelles casades, en un 9% dones solteres, i en un 45,2% no eren unitats familiars. En el 34,7% dels habitatges hi vivien persones soles el 12,6% de les quals corresponia a persones de 65 anys o més que vivien soles. El nombre mitjà de persones vivint en cada habitatge era de 2,27 i el nombre mitjà de persones que vivien en cada família era de 2,97.
Per edats la població es repartia de la següent manera: un 21% tenia menys de 18 anys, un 8,2% entre 18 i 24, un 32,5% entre 25 i 44, un 25,8% de 45 a 60 i un 12,4% 65 anys o més.
L'edat mediana era de 39 anys. Per cada 100 dones de 18 o més anys hi havia 90,7 homes.
La renda mediana per habitatge era de 34.712 $ i la renda mediana per família de 50.789 $. Els homes tenien una renda mediana de 35.259 $ mentre que les dones 25.764 $. La renda per capita de la població era de 20.700 $. Entorn del 5,2% de les famílies i el 8,2% de la població estaven per davall del llindar de pobresa.